# Kurfürstliches Elbzollamt

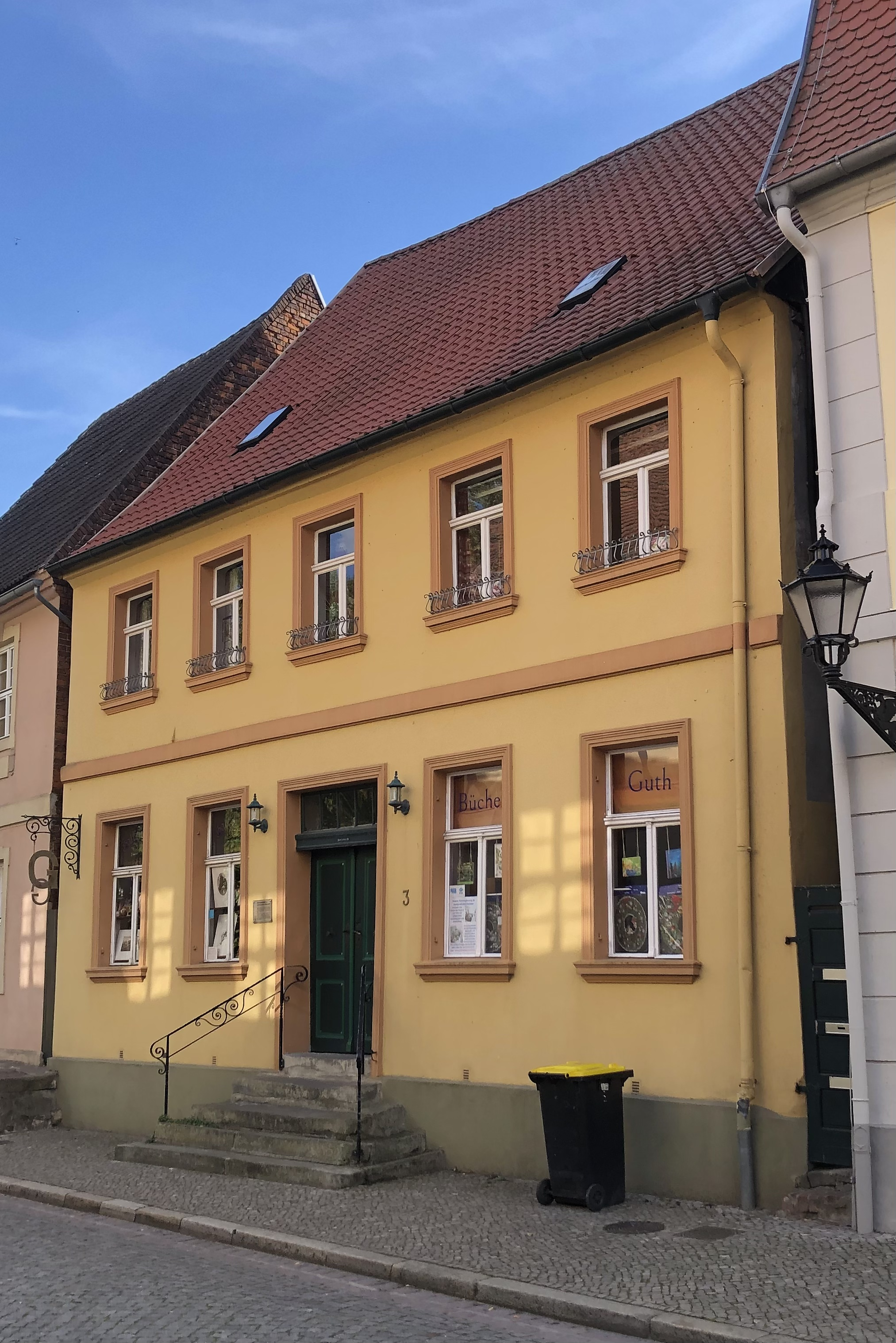
Schloßfreiheit 3 im Jahr 2022

Das Kurfürstliche Elbzollamt ist ein denkmalgeschütztes Wohnhaus in Tangermünde in Sachsen-Anhalt.

## Lage
Das Gebäude befindet sich auf der Südseite der Straße Schloßfreiheit an der Adresse Schloßfreiheit 3, westlich der Burg Tangermünde. Unmittelbar östlich grenzt das gleichfalls denkmalgeschützte Gebäude Burglehnhof an.

## Architektur und Geschichte
Als Vorgängerbebauung des Grundstücks bestanden zwei Häuser. Eines gehörte der Familie von Minden, zu der im 16. Jahrhundert auch der Tangervogt Hans von Minden gehörte. Bekannt wurde die Familie durch dessen Urenkelin Margarete von Minden, die verdächtigt wurde als Brandstifterin für den Stadtbrand von 1617 verantwortlich zu sein. Sie wurde 1619 hingerichtet.
Das andere Haus war ein kurfürstliches Lehen der Familie Gunz, zu der auch der 1559 verstorbene Bürgermeister Peter Gunz gehörte. 
Beide Gebäude brannten beim Stadtbrand des Jahres 1678 nieder. Die ursprünglichen Keller sind jedoch erhalten. Beim Wiederaufbau entstand ein Fachwerkhaus. Es erhielt eine massive, aus Klosterformatziegeln errichtete Fassade, die mit Lehm vermauert worden war. Es diente als kurfürstliches Elbzollamt. Diese Nutzung dauerte bis 1791 an. Danach wurde es an Privatpersonen veräußert. Es wird davon ausgegangen, dass das heutige Erscheinungsbild in dieser Zeit durch Umbauten entstand. Die Bewohner des Hauses waren in der Folgezeit häufig Schiffer oder Handwerker. 1991 wurde eine Galerie für Kunst und Handwerk eingerichtet.
Im örtlichen Denkmalverzeichnis ist das Wohnhaus unter der Erfassungsnummer 094 76388 als Baudenkmal verzeichnet.